# Magistratsstyre
Magistratsstyre er en kommunal styreform, som i Danmark er forbeholdt de største bykommuner, og som indebærer, at kommunen i det daglige ledes politisk og administrativt af en magistrat. De enkelte medlemmer af magistraten leder hver sin afdeling, hvor de har ansvaret for den umiddelbare forvaltning samt den administrative ledelse. Muligheden for at vælge styreformen fremgår af kommunestyrelsesloven.
Magistraten er et kollektivt organ, hvis medlemmer vælges af et flertal i kommunalbestyrelsen. En magistrat består af borgmesteren samt en række rådmænd, eventuelt suppleret med et antal menige medlemmer af kommunalbestyrelsen. Magistraten fungerer således som den udøvende magt i kommunen. Dens opgaver er bl.a. forberedelse af sager til forelæggelse for kommunalbestyrelsen, ligesom den varetager de koordinerende funktioner, der i udvalgsstyrede kommuner er placeret i Økonomiudvalget.
Magistratsstyret er kendt helt tilbage til Københavns købstadsprivilegier fra 1661. København, Odense og Aalborg afskaffede alle magistratsstyret pr. 1. januar 1998 til fordel for det såkaldte mellemformstyre med delt administrativ ledelse således, at det i dag kun er Aarhus,, der anvender magistratsstyret. På Frederiksberg er magistraten navnet på økonomiudvalget, hvor medlemmer benævnes rådmænd. Styreformen er dog udvalgsstyre som i de fleste øvrige kommuner.
Normalt indebærer magistratsstyret, at rådmændene formelt eller uformelt har en arbejdsdeling, så de fungerer som politisk valgte chefer for hver deres afdeling af forvaltningen. Denne udformning kendes bl.a. fra Belgien og Holland. I Norges hovedstad, Oslo, har man reformeret magistratsstyret og baserer det nu på flertalsvalg, således at den største koalition af partier alene sætter sig på det administrative apparat. Man har desuden tilført et parlamentarisk element, som betyder, at den lokale 'regering' kan væltes, såfremt der ikke længere er flertal for den.
Den form for magistratsstyre, som fandtes i København, Odense og Aalborg, og som stadig findes i Aarhus, er ikke karakteriseret ved en kollektiv ledelse, idet rådmændene egenhændigt forestod den umiddelbare forvaltning af deres fagområder. De stående udvalg i kommunen har i magistratsstyret ofte en udelukkende rådgivende funktion; de har ikke beslutningskompetence som i kommuner med udvalgsstyre.
Muligheden for at afskaffe magistratsstyret blev givet i 1993, hvor kommunerne fik lov at indføre udvalgsløst styre og mellemformstyre. Desuden har man i København, Århus, Odense, Aalborg og på Frederiksberg tillige mulighed for at etablere udvalgsstyre med delt administrativ ledelse – ligesom man kan kombinere melleformstyret med den delte administrative ledelse, som København, Odense og Aalborg gør det.